# Krysztofiwka
Krysztofiwka (ukr. Криштофівка) – wieś w rejonie mohylowskim obwodu winnickiego na Ukrainie